# Углян
Углян (на хърватски: Ugljan) е остров в Адриатическо море в централната част на Хърватия, близо до Далматинското крайбрежие.

## Общи сведения
Углян има площ 50,21 км², дължината му е 22 км, ширината около 4 км. Бреговата му ивица е с дължина 68,2 км.
Подобно на повечето острови в централната част на Адриатическо море, Углян е с издължена от северозапад на югоизток форма. На северозапад от него се намират малките острови Риван и Сеструн, а на запад са островите Дуги оток, Иж и Рава. От континенталната част Углян е отделен чрез Задарския канал, а от остров Пашман - чрез тесния пролив Ждрелац. В миналото този пролив е бил толкова тесен, че е можело да бъде прекосен пеша. През 1883 г. той бил прокопан дълбоко и станал достъпен за плавателни съдове, а през 1973 г. построили и мост за автомобилния поток, което улеснило връзката на Углян с остров Пашман. Освен това Углян и Задар имат редовна фериботна линия.
Углян е известен със смокиновите си насаждения, с маслиновите си дръвчета и с произвеждания от тях зехтин, с лозята и виното си. Островът е популярен сред рибарите, водолазите и яхтсмените.

## История
Археологическите разкопки проведени на острова сочат, че е бил населен още от неолита. Останки от римско време има в северозападната му част. В миналото се е наричал Свети Михаил (Sveti Mihovil). За пръв път в историческите извори е споменат със сегашното си име през 1325 г. Основните селища, които съществуват и до днес, са били основани през Средновековието.

## Население
Углян е един от най-плътно заселените острови на Хърватия с население възлизащо на 6049 души (2011 г.). По източния бряг са разположени множество живописни заливи, около които е концентрирано цялото население докато западното крайбрежие, където скалите са много стръмни, почти отвесни, на практика е необитаемо. Жителите на Углян живеят в осем селища – Преко, Углян, Лукоран, Поляна, Сутомишчица, Кали, Куклица и Осляк. Най-голямото от тях е едноименният Углян с население 1000 жители.

## Галерия
- Мостът над пролива Ждрелац
- село Кали
- село Преко
- Планинските била на Углян, гледани откъм връх Свети Миховил